# Bataille de Tchaldiran
Guerres entre Perses et Ottomans
La bataille de Tchaldiran (ou Tchaldoran ou Çaldıran), dans la première des guerres ottomano-persanes, eut lieu le 23 août 1514 à Tchaldoran (province d'Azerbaïdjan occidental, Iran) et se termina par une victoire décisive de l’Empire ottoman sur les Séfévides. En conséquence, les Ottomans s'emparèrent de la moitié orientale de l’Anatolie. Le sultan ottoman Sélim Ier, commandant son armée en personne, alignait des forces nettement plus nombreuses et mieux équipées, fortes de 100 000 soldats, tandis que les Iraniens étaient entre 50 000 et 80 000. Le Shah Ismail fut blessé et manqua d’être capturé dans le combat. Alors que les Séfévides dépendaient essentiellement d'une cavalerie d'archers (les Qizilbash), s'appuyant sur des méthodes turco-mongoles de combat ainsi que sur une politique de la terre brûlée, la bataille de Tchaldiran marque la victoire de la technologie ottomane, ceux-ci disposant, outre la cavalerie et la solide infanterie des janissaires, d'une artillerie.
À la suite de leur victoire, les Ottomans prirent Tabriz, et les Séfévides ne constituèrent plus une menace pour eux pendant près d’un siècle. Elle mit également fin aux soulèvements des Alévis en Anatolie.
Au début du XVIe siècle, l’oppression ottomane envers les alévis devient insupportable et ces derniers soutiennent le Chah Ismail Ier d'origine turque également. Ses partisans, qui portent un bonnet de couleur rouge avec douze plis en référence aux 12 imams du chiisme duodécimain se font appeler Qizilbash (Têtes rouges). Les Ottomans, champions du sunnisme, considéraient comme rival l'Empire Séfévide d'origine turkmène, mais chiite. La défaite de Shah Ismail à Tchaldiran (1514) et la décennie qui suit furent l'occasion du massacre de quarante mille chiites en Anatolie : cauchemar encore vivace dans la mémoire collective alévie contemporaine qui répugne même à évoquer le nom du sultan Sélim.
Après sa victoire sur les Séfévides, le sultan confia à son chroniqueur Idris-i Bidlisi, érudit d'origine kurde, la mission de rallier les émirs du Kurdistan. Celui-ci rédigea par la suite une biographie du sultan, le Selim-Nameh (Livre de Sélim).

Souvenirs de la bataille de Tchaldiran
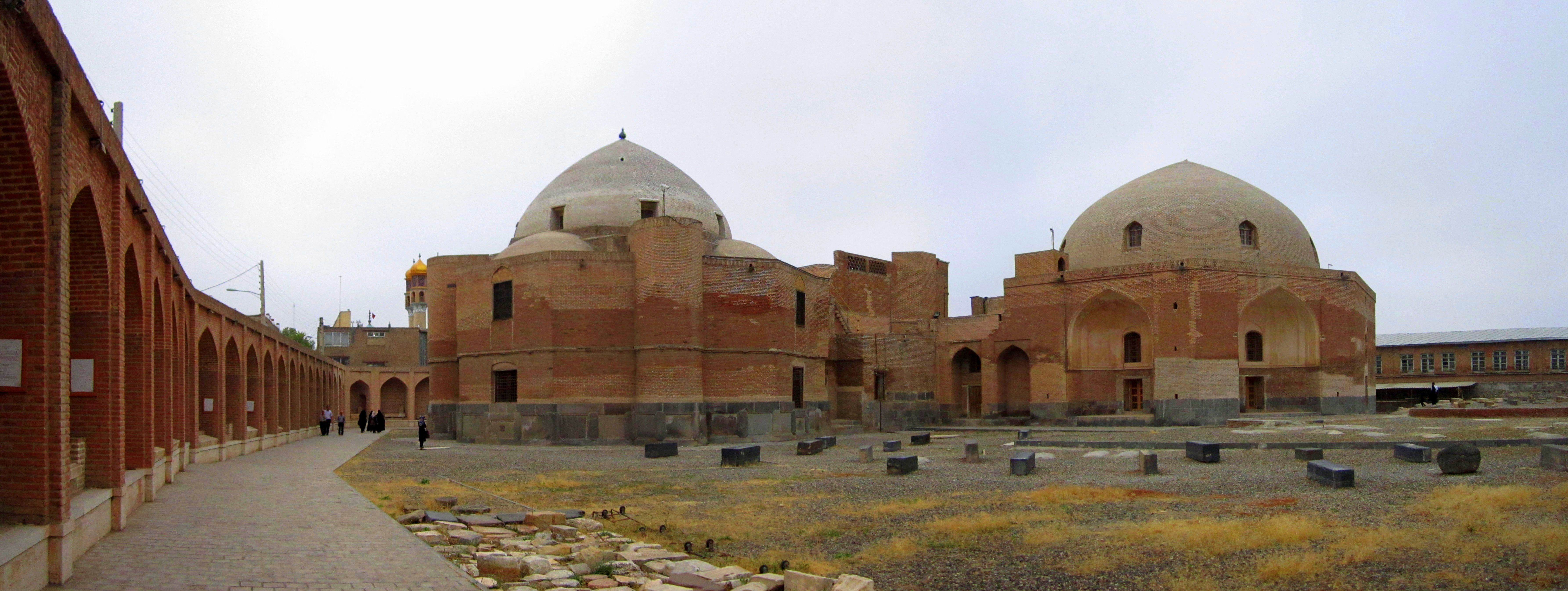
Tombes de combattants perses de la bataille de Tchaldiran à Ardebil (Iran)
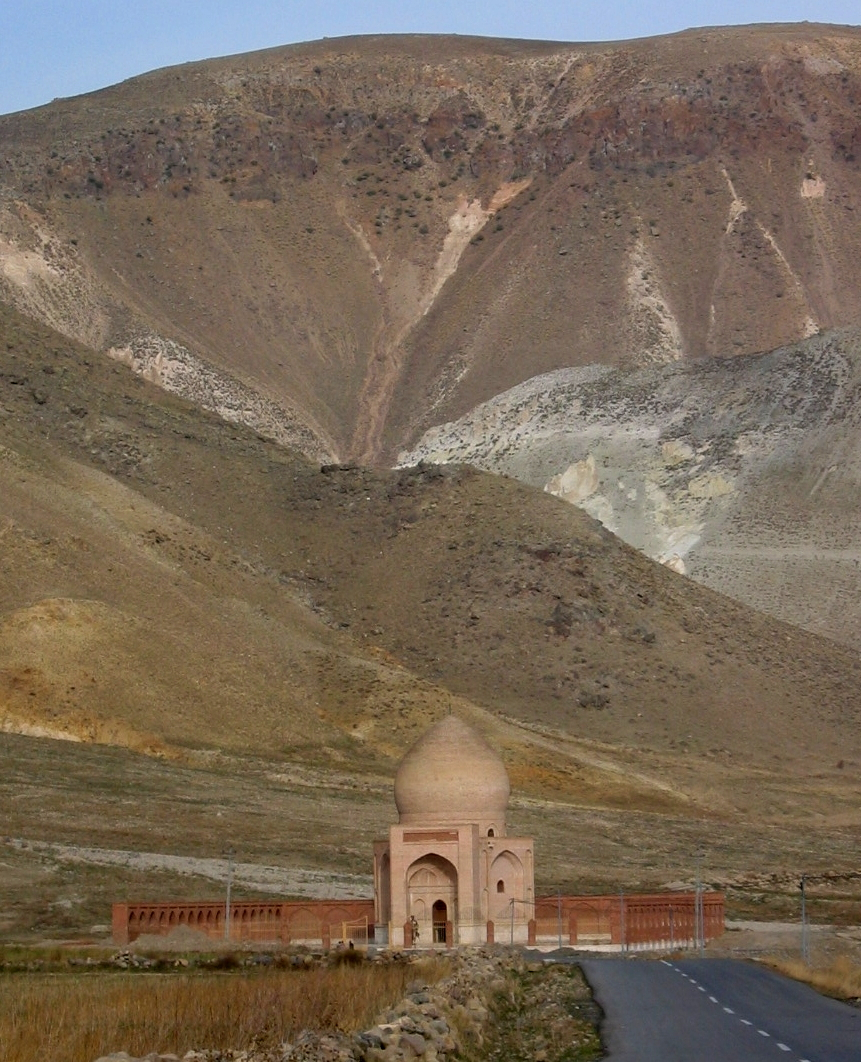
Monument commémorant la bataille à Tchaldoran (Iran), construit en 2003
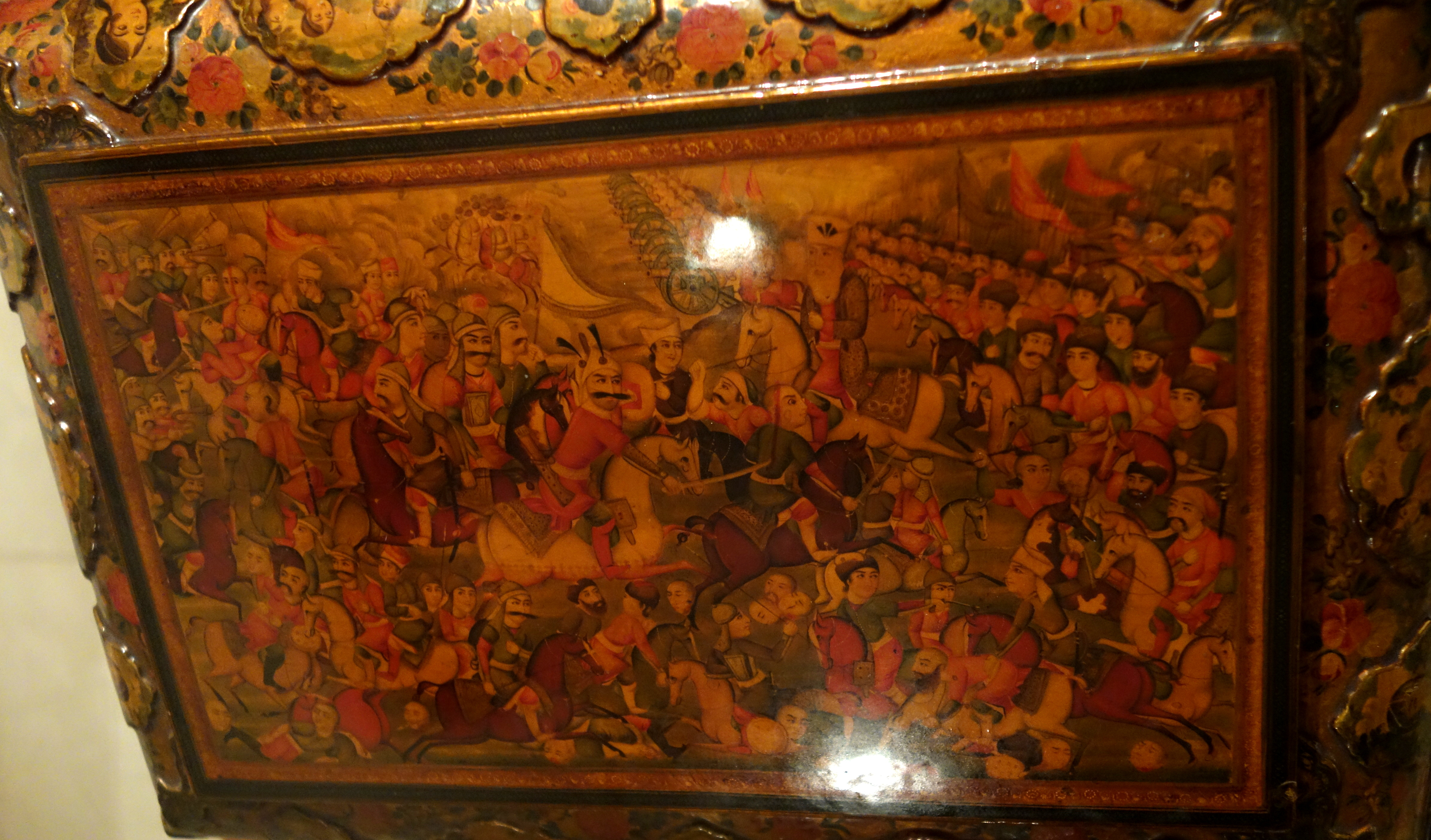
Coffret laqué montrant Ismaïl Ier et son armée à la bataille de Tchaldiran, art persan, 1786

## Source
- (en) Michael J. Mc Caffrey, « čālderān », dans Encyclopædia Iranica (lire en ligne)